# 耶律敌鲁古
耶律敌鲁古，出身耶律氏，辽朝官员。
重熙十二年（1043年）十月，惕隱敵魯古封漆水郡王、西北路招討使。重熙十四年（1045年）正月，以金吾衛大將軍敵魯古為乙室大王。重熙十五年（1046年）六月，西北路招討使耶律敵魯古因为贪赃免官。重熙十八年（1049年）十月，北道行軍都統耶律敵魯古，率阻卜諸軍至賀蘭山，征西夏李諒祚，擒获李元昊妻及其官僚家屬，遇西夏人三千來作戰，烏古敵烈部都詳穩蕭慈氏奴、南剋耶律斡里战死。重熙十九年（1050年）正月，耶律敵魯古復封漆水郡王，諸將校及阻卜等部酋長各有進爵。贈蕭慈氏奴同中書門下平章事。九月，西夏再次侵邊，敵魯古派遣六院軍將海里将其擊敗。